# 尼古拉·倫齊
尼古拉·倫齊（義大利語：Nicola Renzi；1979年7月18日—）是一名聖馬利諾的政治家。曾於2015年10月至2016年4月與洛雷拉·斯特凡內利共同擔任聖馬利諾執政官。他在2012年首次出現在大眾聯盟於大議會的選舉名單上。
尼古拉·倫齊已婚，有一個孩子。另外，他擁有聖馬利諾高級歷史研究學院的博士學位。